# Лентероде
Лентероде (нім. Lenterode) — громада в Німеччині, розташована в землі Тюрингія. Входить до складу району Айхсфельд. Складова частина об'єднання громад Удер.
Площа — 4,24 км2. Населення становить 312 ос. (станом на 31 грудня 2021).